# Globus Cassus

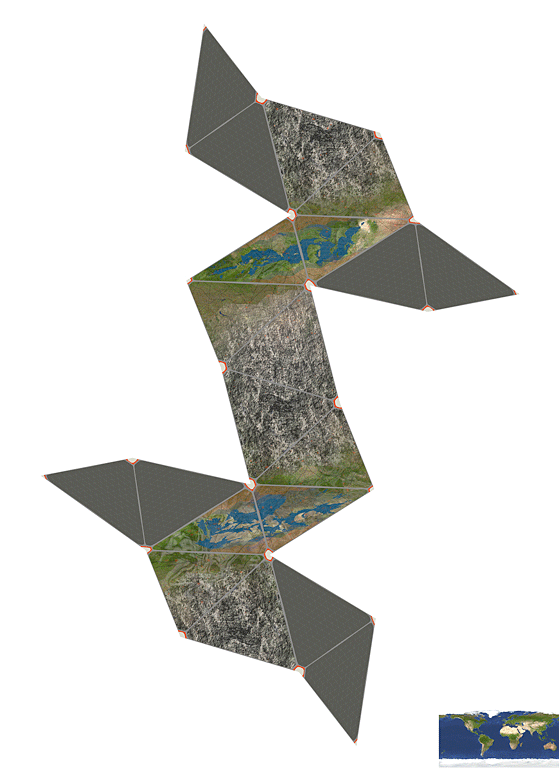
La superficie interna di Globus Cassus comparata con la superficie terrestre

Il Globus Cassus è un progetto architettonico a carattere utopico che prevede la trasformazione della Terra in un pianeta artificiale cavo, di dimensioni assai superiori rispetto a quelle attuali, dotato di un'ecosfera situata sulla propria superficie interna. La luce solare entrerebbe attraverso due grandi finestre, la gravità sarebbe simulata grazie alla forza centrifuga derivante dalla rotazione del corpo. Gli esseri umani potrebbero popolare due vaste regioni, l'una prospiciente all'altra, connesse fra loro attraverso il nucleo cavo.
Dato il suo ruolo di "antipodo" della Terra sotto vari punti di vista, il Globus Cassus può essere visto come una sorta di modello filosofico che capovolge la descrizione tradizionale della Terra.
Il Globus Cassus è stato ideato dall'architetto e artista svizzero Christian Waldvogel, che l'ha presentato per la prima volta presso la Biennale di Venezia del 2004. L'autore ha reso pubblica una descrizione meticolosa del processo di trasformazione necessario per attuare il progetto, un racconto fantastico sulla sua costruzione e vari suggerimenti per l'organizzazione sociale da introdurre nel Globus Cassus.

## Caratteristiche salienti
Il Globus Cassus incorporerebbe tutto il materiale che costituisce attualmente la Terra. L'idrosfera e l'atmosfera terrestre sarebbero trattenute al suo interno. L'ecosfera attuale sarebbe limitata alle regioni equatoriali, mentre l'atmosfera più rarefatta delle regioni tropicali (a gravità inferiore) permetterebbe solamente la coltivazione di piantagioni. Le regioni polari sarebbero caratterizzate dall'assenza di atmosfera e di gravità, e potrebbero essere utilizzate a mo' di magazzini e di luoghi di produzione in condizioni di microgravità.

### Struttura geometrica

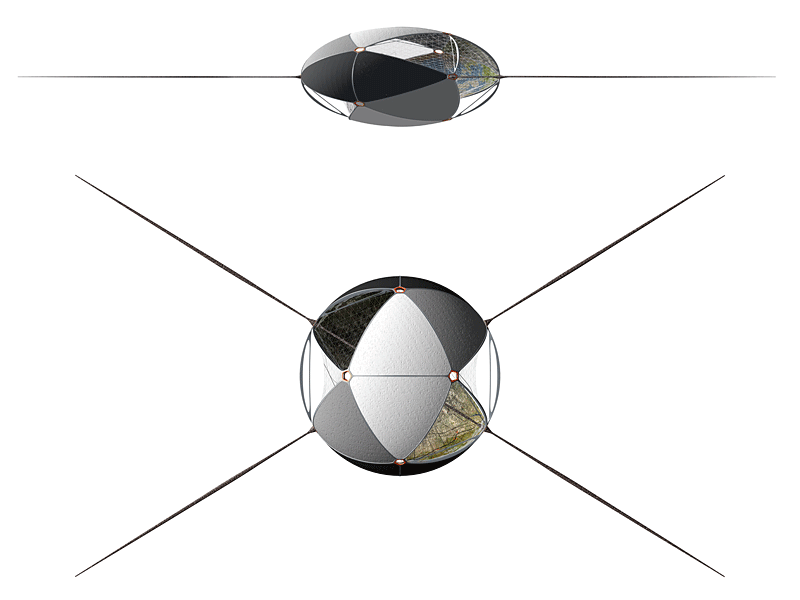
Una vista superiore e laterale del Globus Cassus

La forma del Globus Cassus è quella di un icosaedro compresso, con due aperture diagonali. I bordi dell'icosaedro sono sostenuti da uno scheletro rigido, riempito con un guscio o, nel caso delle finestre, con cupole dalla concavità rivolta verso l'esterno.

### Materiali
La crosta, il mantello e il nucleo terrestre potrebbero essere gradualmente trasportati in superficie e quindi trasformati, rendendoli meno densi e più resistenti. Mentre la crosta potrebbe essere prelevata dalle regioni continentali, il magma e il mantello liquido potrebbero essere pompati attraverso giganteschi condotti. Il nucleo sarebbe smantellato a partire dalla superficie.

### Dimensioni
I cavi stazionari necessari per il sostegno della struttura si troverebbero di gran lunga all'interno dell'orbita lunare; la costruzione del Globus Cassus non altererebbe quindi i parametri orbitali del satellite. Ciononostante, la Terra diventerebbe simile, per dimensioni, a Saturno.

### Costruzione
Il progetto del Globus Cassus prevede la costruzione di quattro ascensori spaziali a partire da altrettanti punti posti in orbita geostazionaria. Si tratterebbe dunque di costruire gigantesche torri, dal diametro di diverse centinaia di chilometri e dalla lunghezza complessiva di circa 165.000 chilometri. Gli ascensori situati all'interno delle torri sarebbero utilizzati per trasportare i silicati e gli altri materiali di costruzione in orbita geostazionaria.

### Scheletro e guscio
Il materiale costruttivo dovrebbe essere convertito in un aggregato poroso e utilizzato per formare lo scheletro del Globus Cassus. In ogni fase della costruzione dovrà essere rispettata una perfetta simmetria per mantenere la struttura in equilibrio rispetto alla Terra; questo processo si concluderà quando la struttura circonderà il vecchio pianeta in ogni direzione. Il magma verrebbe quindi pompato verso lo scheletro, in modo da formare sottili gusci che riempiano i vuoti. Otto aperture verrebbero invece riempite con gigantesche cupole di vetro dalla concavità rivolta verso l'esterno del corpo.

### Le Grandi Piogge
In seguito all'immane estrazione di materiale, la Terra si contrarrebbe, le sue calotte polari si scioglierebbero e la sua gravità crollerebbe. Avverrebbe così una repentina perdita dell'atmosfera e dell'idrosfera, che attraverserebbero lo spazio vuoto per precipitare sulla superficie interna del Globus Cassus. Essa sarà stata preventivamente dotata di canali e trincee, in modo da formare nuovi fiumi, laghi e mari nella regione equatoriale. Il processo di trasferimento dell'atmosfera e dell'idrosfera è detto il momento delle "Grandi Piogge".

### Colonizzazione
A partire dall'inizio delle "Grandi Piogge", la Terra diverrebbe del tutto inabitabile. I semi di tutte le piante esistenti, i siti di grande interesse culturale da conservare e gli stessi animali ed esseri umani verrebbero allora trasportati nelle torri, dove rimarrebbero fino al termine del trasferimento dell'atmosfera sul Globus Cassus.

### Coltivazione
La parte rimanente del nucleo terrestre verrebbe smantellata per costruire i gusci delle regioni polari del Globus Cassus. Durante questo processo, il grande calore emanato dal nucleo accelererebbe la crescita delle piante, e quindi contribuirebbe grandemente alla costituzione della nuova biosfera.

## Critiche
La mancanza del nucleo terrestre comporterebbe la perdita del campo geomagnetico, quindi la vita diverrebbe insostenibile a causa delle radiazioni cosmiche, fermate per l'appunto da delle zone del campo magnetico terrestre chiamate fasce di van Allen.